# 유용목
유용목(兪龍穆, 1986년 6월 10일 ~ )은 전 KBO 리그 KIA 타이거즈의 내야수이자, 전 오스트레일리안 베이스볼 리그 질롱 코리아의 수비코치이다.

## 선수 시절

### 삼성 라이온즈시절
2005년 2차 4라운드 지명을 받아 입단했다.

### KIA 타이거즈시절
2008년에 당시 KIA 타이거즈의 타격코치였던 박흥식의 적극적인 추천으로 손지환과 트레이드됐다.. 2009년 시즌 후 입대했다.
2008년에는 2군 경기에 주로 출장해 207타수 55안타(.266), 2홈런, 14도루를 기록하였다.

### 경찰 야구단시절
2010년에 입단하였다.

### KIA 타이거즈복귀
2011년에 복귀하였다.
제대 후에도 별 활약을 보여주지 못하고 2013년 시즌 중 신고 선수로 전환된 후, 시즌 후 신고선수 계약이 해지되며 방출됐다.

## 야구선수 은퇴 후
2018년부터 질롱 코리아의 코치로 활동했다.

## 출신 학교
- 노암초등학교
- 경포중학교
- 강릉고등학교

## 통산 기록
| 연도 | 팀명  | 타율  | 경기 | 타수 | 득점 | 안타 | 2루타 | 3루타 | 홈런 | 루타 | 타점 | 도루 | 도실 | 볼넷 | 사구 | 삼진 | 병살 | 실책 |
| ---- | ----- | ----- | ---- | ---- | ---- | ---- | ----- | ----- | ---- | ---- | ---- | ---- | ---- | ---- | ---- | ---- | ---- | ---- |
| 2007 | 삼성  | 0.000 | 5    | 1    | 0    | 0    | 0     | 0     | 0    | 0    | 0    | 0    | 0    | 0    | 0    | 0    | 0    | 0    |
| 2008 | KIA   | 0.200 | 6    | 5    | 0    | 1    | 0     | 0     | 0    | 1    | 0    | 0    | 0    | 0    | 0    | 2    | 0    | 0    |
| 2009 | KIA   | 0.000 | 2    | 2    | 0    | 0    | 0     | 0     | 0    | 0    | 0    | 0    | 0    | 0    | 0    | 2    | 0    | 0    |
| 통산 | 3시즌 | 0.125 | 13   | 8    | 0    | 1    | 0     | 0     | 0    | 1    | 0    | 0    | 0    | 0    | 0    | 4    | 0    | 0    |